# Lampropeltis getula
Lampropeltis getula és una espècie de serp de la família Colubridae. Es distribueix per l'est i sud dels Estats Units.